# Liaobatrachus
A Liaobatrachus a kétéltűek (Amphibia) osztályának békák (Anura) rendjébe, ezen belül az ásóbékafélék (Pelobatidae) családjába tartozó fosszilis nem.

## Tudnivalók
A Liaobatrachus-fajok maradványait a kínai Liaoning tartományban lévő Yixian-formációban találták meg. Ez a réteg körülbelül 124,5 millió éves és a kora kréta korszakból származik. Ez volt az első Kínában felfedezett, mezozoikum földtörténeti időbeli békanem.

## Rendszerezés
A nembe az alábbi 2 faj tartozik:
- Liaobatrachus grabaui Ji & Ji, 1998 - típusfaj
- Liaobatrachus zhaoi Dong et al., 2013

## Fordítás
Ez a szócikk részben vagy egészben  a   Liaobatrachus című angol Wikipédia-szócikk ezen változatának fordításán alapul.  Az eredeti cikk szerkesztőit annak laptörténete sorolja fel. Ez a jelzés csupán a megfogalmazás eredetét és a szerzői jogokat jelzi, nem szolgál a cikkben szereplő információk forrásmegjelöléseként.